# 小行星3984
小行星3984（3984 Chacos）是一颗绕太阳运转的小行星，为主小行星带小行星。该小行星于1984年9月21日发现。

## 轨道参数
小行星3984的轨道半长轴为2.4358813 UA，离心率为0.182。